# Lista de artistas e músicas participantes no Festival Eurovisão da Canção (Q-Z)
Esta é uma lista que mostra todos os artistas e canções que concorreram ao Festival Eurovisão da Canção, organizados por país. Ao longo de 54 anos de Festival, foram apresentadas 1151 canções ao concurso, num total de 57,55 horas de música.
| País                | Edição | Selecção                                | Artista                                    | Canção                                   | Tradução em Português                   | Idioma                    | Pontos           | Lugar          |
| ------------------- | ------ | --------------------------------------- | ------------------------------------------ | ---------------------------------------- | --------------------------------------- | ------------------------- | ---------------- | -------------- |
| Reino Unido         | 1957   | A Song For Europe 1957                  | Patricia Bredin                            | “All”                                    | Tudo                                    | inglês                    | SF: - / F: -     | SF: - / F: -   |
| Reino Unido         | 1959   | A Song For Europe 1959                  | Pearl Carr & Teddy Johnson                 | “Sing, Little Birdie”                    | Cante, Pequeno Pássaro                  | inglês                    | SF: - / F: -     | SF: - / F: -   |
| Reino Unido         | 1960   | A Song For Europe 1960                  | Bryan Johnson                              | “Looking High, High, High”               | Olhando Alto, Alto, Alto                | inglês                    | SF: - / F: -     | SF: - / F: -   |
| Reino Unido         | 1961   | A Song For Europe 1961                  | The Allisons                               | "“Are You Sure”"                         | Tens Certeza                            | inglês                    | SF: - / F: -     | SF: - / F: -   |
| Reino Unido         | 1962   | A Song For Europe 1962                  | Ronnie Carroll                             | “Ring-a-Ding Girl”                       |                                         | inglês                    | SF: - / F: -     | SF: - / F: -   |
| Reino Unido         | 1963   | A Song For Europe 1963                  | Ronnie Carroll                             | “Say Wonderful Things”                   | Diga Coisas Maravilhosas                | inglês                    | SF: - / F: -     | SF: - / F: -   |
| Reino Unido         | 1964   | A Song For Europe 1964                  | Matt Monro                                 | “I Love the Little Things”               | Eu Amo as Pequenas Coisas               | inglês                    | SF: - / F: -     | SF: - / F: -   |
| Reino Unido         | 1965   | A Song For Europe 1965                  | Kathy Kirby                                | “I Belong”                               |                                         | inglês                    | SF: - / F: -     | SF: - / F: -   |
| Reino Unido         | 1966   | A Song For Europe 1966                  | Kenneth McKellar                           | “A Man Without Love”                     | Um Homem sem Amor                       | inglês                    | SF: - / F: -     | SF: - / F: -   |
| Reino Unido         | 1967   | A Song For Europe 1967                  | Sandie Shaw                                | “Puppet on a String”                     |                                         | inglês                    | SF: - / F: -     | SF: - / F: -   |
| Reino Unido         | 1968   | A Song For Europe 1968                  | Cliff Richard                              | “Congratulations”                        | Parabéns                                | inglês                    | SF: - / F: -     | SF: - / F: -   |
| Reino Unido         | 1969   | A Song For Europe 1969                  | Lulu                                       | “Boom Bang-a-Bang”                       | Boom Bang-a-Bang                        | inglês                    | SF: - / F: -     | SF: - / F: -   |
| Reino Unido         | 1970   | A Song For Europe 1970                  | Mary Hopkin                                | “Knock Knock - Who's There?”             | Toc, Toc – Quem Está Aí?                | inglês                    | SF: - / F: -     | SF: - / F: -   |
| Reino Unido         | 1971   | A Song For Europe 1971                  | Clodagh Rodgers                            | “Jack in the Box”                        | Jack na Caixa                           | inglês                    | SF: - / F: -     | SF: - / F: -   |
| Reino Unido         | 1972   | A Song For Europe 1972                  | The New Seekers                            | “Beg, Steal or Borrow”                   |                                         | inglês                    | SF: - / F: -     | SF: - / F: -   |
| Reino Unido         | 1973   | A Song For Europe 1973                  | Cliff Richard                              | “Power to All Our Friends”               |                                         | inglês                    | SF: - / F: -     | SF: - / F: -   |
| Reino Unido         | 1974   | A Song For Europe 1974                  | Olivia Newton-John                         | “Long Live Love”                         |                                         | inglês                    | SF: - / F: -     | SF: - / F: -   |
| Reino Unido         | 1975   | A Song For Europe 1975                  | The Shadows                                | “Let Me Be the One”                      | Deixe-me Ser o Tal                      | inglês                    | SF: - / F: -     | SF: - / F: -   |
| Reino Unido         | 1976   | A Song For Europe 1976                  | Brotherhood of Man                         | “Save Your Kisses for Me”                | Guarde Seus Beijos para Mim             | inglês                    | SF: - / F: -     | SF: - / F: -   |
| Reino Unido         | 1977   | A Song For Europe 1977                  | Lynsey de Paul & Mike Moran                | “Rock Bottom”                            |                                         | inglês                    | SF: - / F: -     | SF: - / F: -   |
| Reino Unido         | 1978   | A Song For Europe 1978                  | Co-Co                                      | “The Bad Old Days”                       |                                         | inglês                    | SF: - / F: -     | SF: - / F: -   |
| Reino Unido         | 1979   | A Song For Europe 1979                  | Black Lace                                 | “Mary Ann”                               | Mary Ann                                | inglês                    | SF: - / F: -     | SF: - / F: -   |
| Reino Unido         | 1980   | A Song For Europe 1980                  | Prima Donna                                | “Love Enough for Two”                    | Amor Suficiente para Dois               | inglês                    | SF: - / F: -     | SF: - / F: -   |
| Reino Unido         | 1981   | A Song For Europe 1981                  | Bucks Fizz                                 | “Making Your Mind Up”                    |                                         | inglês                    | SF: - / F: -     | SF: - / F: -   |
| Reino Unido         | 1982   | A Song For Europe 1982                  | Bardo                                      | “One Step Further”                       |                                         | inglês                    | SF: - / F: -     | SF: - / F: -   |
| Reino Unido         | 1983   | A Song For Europe 1983                  | Sweet Dreams                               | “I'm Never Giving Up”                    | Eu Nunca Desistirei                     | inglês                    | SF: - / F: -     | SF: - / F: -   |
| Reino Unido         | 1984   | A Song For Europe 1984                  | Belle & the Devotions                      | “Love Games”                             | Jogos do Amor                           | inglês                    | SF: - / F: -     | SF: - / F: -   |
| Reino Unido         | 1985   | A Song For Europe 1985                  | Vikki Watson                               | “Love Is”                                | O Amor É                                | inglês                    | SF: - / F: -     | SF: - / F: -   |
| Reino Unido         | 1986   | A Song For Europe 1986                  | Ryder                                      | “Runner in the Night”                    | Correr pela Noite                       | inglês                    | SF: - / F: -     | SF: - / F: -   |
| Reino Unido         | 1987   | A Song For Europe 1987                  | Rikki                                      | “Only the Light”                         | Apenas uma Luz                          | inglês                    | SF: - / F: -     | SF: - / F: -   |
| Reino Unido         | 1988   | A Song For Europe 1988                  | Scott Fitzgerald                           | “Go”                                     | Vá                                      | inglês                    | SF: - / F: -     | SF: - / F: -   |
| Reino Unido         | 1989   | A Song For Europe 1989                  | Live Report                                | “Why Do I Always Get it Wrong?”          | Porque Eu Sempre Faço Isto Errado       | inglês                    | SF: - / F: -     | SF: - / F: -   |
| Reino Unido         | 1990   | A Song For Europe 1990                  | Emma                                       | “Give a Little Love Back to the World”   | Devolva um Pouco de Amor ao Mundo       | inglês                    | SF: - / F: -     | SF: - / F: -   |
| Reino Unido         | 1991   | A Song For Europe 1991                  | Samantha Janus                             | “A Message to Your Heart”                | Uma Mensagem ao Coração                 | inglês                    | SF: - / F: -     | SF: - / F: -   |
| Reino Unido         | 1992   | A Song For Europe 1992                  | Michael Ball                               | “One Step Out of Time”                   | Um Passo Fora do Tempo                  | inglês                    | SF: - / F: -     | SF: - / F: -   |
| Reino Unido         | 1993   | A Song For Europe 1993                  | Sonia                                      | “Better the Devil You Know”              |                                         | inglês                    | SF: - / F: -     | SF: - / F: -   |
| Reino Unido         | 1994   | A Song For Europe 1994                  | Frances Ruffelle                           | “Lonely Symphony (We Will Be Free)”      | Sinfonia Solitária (Nós Seremos Livres) | inglês                    | SF: - / F: -     | SF: - / F: -   |
| Reino Unido         | 1995   | A Song For Europe 1995                  | Love City Groove                           | “Love City Groove”                       |                                         | inglês                    | SF: - / F: -     | SF: - / F: -   |
| Reino Unido         | 1996   | The Great British Song Contest 1996     | Gina G                                     | “Ooh Aah... Just a Little Bit”           | Ooh Aah... Somente Um Pouco Mais        | inglês                    | SF: - / F: -     | SF: - / F: -   |
| Reino Unido         | 1997   | The Great British Song Contest 1997     | Katrina & the Waves                        | “Love Shine a Light”                     | O Amor Brilha Como Uma Luz              | inglês                    | SF: - / F: -     | SF: - / F: -   |
| Reino Unido         | 1998   | The Great British Song Contest 1998     | Imaani                                     | “Where Are You?”                         | Onde Estás?                             | inglês                    | SF: - / F: -     | SF: - / F: -   |
| Reino Unido         | 1999   | The Great British Song Contest 1999     | Precious                                   | “Say it Again”                           | Diga Novamente                          | inglês                    | SF: - / F: -     | SF: - / F: -   |
| Reino Unido         | 2000   | A Song For Europe 2000                  | Nicki French                               | “Don't Play that Song Again”             | Não Toque Aquela Música Novamente       | inglês                    | SF: - / F: -     | SF: - / F: -   |
| Reino Unido         | 2001   | A Song For Europe 2001                  | Lindsay D                                  | “No Dream Impossible”                    | Nenhum Sonho É Impossível               | inglês                    | SF: - / F: -     | SF: - / F: -   |
| Reino Unido         | 2002   | A Song For Europe 2002                  | Jessica Garlick                            | “Come Back”                              | Volte                                   | inglês                    | SF: - / F: -     | SF: - / F: -   |
| Reino Unido         | 2003   | A Song For Europe 2003                  | Jemini                                     | “Cry Baby”                               | Chore, Querida                          | inglês                    | SF: - / F: -     | SF: - / F: -   |
| Reino Unido         | 2004   | Eurovision: Making Your Mind Up 2004    | James Fox                                  | “Hold on to Our Love”                    |                                         | inglês                    | SF: - / F: -     | SF: - / F: -   |
| Reino Unido         | 2005   | Eurovision: Making Your Mind Up 2005    | Javine Hylton                              | “Touch My Fire”                          |                                         | inglês                    | SF: - / F: -     | SF: - / F: -   |
| Reino Unido         | 2006   | Eurovision: Making Your Mind Up 2006    | Daz Sampson                                | “Teenage Life”                           |                                         | inglês                    | SF: - / F: -     | SF: - / F: -   |
| Reino Unido         | 2007   | Eurovision: Making Your Mind Up 2007    | Scooch                                     | “Flying the Flag (for You)”              |                                         | inglês                    | SF: - / F: -     | SF: - / F: -   |
| Reino Unido         | 2008   | Eurovision: Your Decision 2008          | Andy Abraham                               | “Even If”                                | Somente Se...                           | inglês                    | SF: - / F: -     | SF: - / F: -   |
| Reino Unido         | 2009   | Eurovision: Your Country Needs You 2009 | Jade Ewen                                  | “My Time”                                | Minha Vez                               | inglês                    | SF: - / F: -     | SF: - / F: -   |
| Chéquia             | 2007   | Eurosong 2007                           | Kabát                                      | "Malá dáma"                              |                                         |                           | SF: - / F: -     | SF: - / F: -   |
| Chéquia             | 2008   | Eurosong 2008                           | Tereza Kerndlová                           | "Have Some Fun"                          |                                         |                           | SF: - / F: -     | SF: - / F: -   |
| Chéquia             | 2009   | Eurosong 2009                           | Gipsy.cz                                   | "Aven Romale"                            |                                         |                           | SF: - / F: -     | SF: - / F: -   |
| Roménia             | 1994   | Selecţia Naţională 1994                 | Dan Bittman                                | "Dincolo de nori"                        |                                         |                           | SF: - / F: -     | SF: - / F: -   |
| Roménia             | 1998   | Selecţia Naţională 1998                 | Mălina Olinescu                            | "Eu cred"                                |                                         |                           | SF: - / F: -     | SF: - / F: -   |
| Roménia             | 2000   | Selecţia Naţională 2000                 | Taxi                                       | "The Moon"                               |                                         |                           | SF: - / F: -     | SF: - / F: -   |
| Roménia             | 2002   | Selecţia Naţională 2002                 | Monica Anghel & Marcel Pavel               | "Tell Me Why"                            |                                         |                           | SF: - / F: -     | SF: - / F: -   |
| Roménia             | 2003   | Selecţia Naţională 2003                 | Nicola                                     | "Don't Break My Heart"                   |                                         |                           | SF: - / F: -     | SF: - / F: -   |
| Roménia             | 2004   | Selecţia Naţională 2004                 | Sanda                                      | "I Admit"                                |                                         |                           | SF: - / F: -     | SF: - / F: -   |
| Roménia             | 2005   | Selecţia Naţională 2005                 | Luminita Anghel & Sistem                   | "Let Me Try"                             |                                         |                           | SF: - / F: -     | SF: - / F: -   |
| Roménia             | 2006   | Selecţia Naţională 2006                 | Mihai Trăistariu                           | "Tornerò"                                |                                         |                           | SF: - / F: -     | SF: - / F: -   |
| Roménia             | 2007   | Selecţia Naţională 2007                 | Todomondo                                  | "Liubi, Liubi, I Love You"               |                                         |                           | SF: - / F: -     | SF: - / F: -   |
| Roménia             | 2008   | Selecţia Naţională 2008                 | Nico & Vlad                                | "Pe-o margine de lume"                   |                                         |                           | SF: - / F: -     | SF: - / F: -   |
| Roménia             | 2009   | Selecţia Naţională 2009                 | Elena Gheorghe                             | "The Balkan Girls"                       |                                         |                           | SF: - / F: -     | SF: - / F: -   |
| Rússia              | 1994   | Evrovidenie 1994                        | Youddiph                                   | "Vyechniy stranik (Вечный странник)"     |                                         |                           | SF- - / F- -     | SF- - / F- -   |
| Rússia              | 1995   | Selecção Interna de 1995                | Philipp Kirkorov                           | "Kolibelnaya dlya vulkana"               |                                         |                           | SF- - / F- -     | SF- - / F- -   |
| Rússia              | 1997   | Selecção Interna de 1997                | Alla Pugacheva                             | "Primadonna (Примадонна)"                |                                         |                           | SF- - / F- -     | SF- - / F- -   |
| Rússia              | 2000   | Selecção Interna de 2000                | Alsou                                      | "Solo"                                   |                                         |                           | SF- - / F- -     | SF- - / F- -   |
| Rússia              | 2001   | Selecção Interna de 2001                | Mumiy Troll                                | "Lady Alpine Blue"                       |                                         |                           | SF- - / F- -     | SF- - / F- -   |
| Rússia              | 2002   | Selecção Interna de 2002                | Prime Minister                             | "Northern Girl"                          | Garota do Norte                         |                           | SF- - / F- -     | SF- - / F- -   |
| Rússia              | 2003   | Selecção Interna de 2003                | t.A.T.u.                                   | "Ne ver', ne boysia (Не верь, не бойся)" |                                         |                           | SF- - / F- -     | SF- - / F- -   |
| Rússia              | 2004   | Selecção Interna de 2004                | Julia Savicheva                            | "Believe Me"                             | Acredite em Mim                         |                           | SF- - / F- -     | SF- - / F- -   |
| Rússia              | 2005   | Evrovidenie 2005                        | Natalia Podolskaya                         | "Nobody Hurt No One"                     |                                         |                           | SF- - / F- -     | SF- - / F- -   |
| Rússia              | 2006   | Selecção Interna de 2006                | Dima Bilan                                 | "Never Let You Go"                       | Nunca Te Deixarei Ir                    |                           | SF- - / F- -     | SF- - / F- -   |
| Rússia              | 2007   | Selecção Interna de 2007                | Serebro                                    | "Song#1"                                 | Canção #1                               |                           | SF- - / F- -     | SF- - / F- -   |
| Rússia              | 2008   | Evrovidenie 2008                        | Dima Bilan                                 | "Believe"                                | Acredite                                |                           | SF- - / F- -     | SF- - / F- -   |
| Rússia              | 2009   | Evrovidenie 2009                        | Anastasiya Prykhodko                       | "Mamo (Мамо)"                            |                                         |                           | SF- - / F- -     | SF- - / F- -   |
| San Marino          | 2008   | Selecção Interna de 2008                | Miodio                                     | "Complice"                               | Cumplice                                | Italiano                  | SF: 5 / F: -     | SF: 19º / F: - |
| Sérvia              | 2007   | Beovizija 2007                          | Marija Šerifović                           | "Molitva (Молитва)"                      | Oração                                  | Sérvio                    | SF: 298 / F: 268 | SF: 1º / F: 1º |
| Sérvia              | 2008   | Beovizija 2008                          | Jelena Tomašević                           | "Oro (Оро)"                              | Hora (dança)                            | Sérvio                    | SF: - / F: 160   | SF: - / F: 6º  |
| Sérvia              | 2009   | Beovizija 2009                          | Marko Kon & Milan Nikolić                  | "Cipela (Ципела)"                        | Sapato                                  | Sérvio                    | SF: - / F: -     | SF: - / F: -   |
| Sérvia e Montenegro | 2004   | Evropesma 2004                          | Željko Joksimović                          | "Lane moje (Лане моје)"                  | Meu Querido                             | Sérvio                    | SF: 263 / F: 263 | SF: 1º / F: 2º |
| Sérvia e Montenegro | 2005   | Evropesma 2005                          | No Name                                    | "Zauvijek moja"                          | Para Sempre Meu                         | língua sérvia             | SF: - / F: 137   | SF: - / F: 7º  |
| Sérvia e Montenegro | 2006   | Evropesma 2006                          | No Name                                    | Moja ljubavi                             | Meu Amor                                | Montenegrino              | Desistiu         | Desistiu       |
| Suécia              | 1958   | Selecção Interna de 1958                | Alice Babs                                 | “Lilla stjärna”                          |                                         |                           | SF: - / F: -     | SF: - / F: -   |
| Suécia              | 1959   | Melodifestivalen 1959                   | Brita Borg                                 | “Augustin”                               |                                         |                           | SF: - / F: -     | SF: - / F: -   |
| Suécia              | 1960   | Melodifestivalen 1960                   | Siw Malmkvist                              | “Alla andra får varann”                  |                                         |                           | SF: - / F: -     | SF: - / F: -   |
| Suécia              | 1961   | Melodifestivalen 1961                   | Lill-Babs                                  | “April, April”                           |                                         |                           | SF: - / F: -     | SF: - / F: -   |
| Suécia              | 1962   | Melodifestivalen 1962                   | Inger Berggren                             | “Sol och vår”                            |                                         |                           | SF: - / F: -     | SF: - / F: -   |
| Suécia              | 1963   | Melodifestivalen 1963                   | Monica Zetterlund                          | “En gång i Stockholm”                    |                                         |                           | SF: - / F: -     | SF: - / F: -   |
| Suécia              | 1965   | Melodifestivalen 1965                   | Ingvar Wixell                              | “Absent Friend”                          |                                         |                           | SF: - / F: -     | SF: - / F: -   |
| Suécia              | 1966   | Melodifestivalen 1966                   | Lill Lindfors & Svante Thuresson           | “Nygammal vals”                          |                                         |                           | SF: - / F: -     | SF: - / F: -   |
| Suécia              | 1967   | Melodifestivalen 1967                   | Östen Warnerbring                          | “Som en dröm”                            |                                         |                           | SF: - / F: -     | SF: - / F: -   |
| Suécia              | 1968   | Melodifestivalen 1968                   | Claes Göran Hederström                     | “Det börjar verka kärlek, banne mej”     |                                         |                           | SF: - / F: -     | SF: - / F: -   |
| Suécia              | 1969   | Melodifestivalen 1969                   | Tommy Körberg                              | “Judy min vän”                           |                                         |                           | SF: - / F: -     | SF: - / F: -   |
| Suécia              | 1971   | Melodifestivalen 1971                   | Family Four                                | “Vita vidder”                            |                                         |                           | SF: - / F: -     | SF: - / F: -   |
| Suécia              | 1972   | Melodifestivalen 1972                   | Family Four                                | “Härliga sommardag”                      |                                         |                           | SF: - / F: -     | SF: - / F: -   |
| Suécia              | 1973   | Melodifestivalen 1973                   | Nova & The Dolls                           | “You're Summer”                          |                                         |                           | SF: - / F: -     | SF: - / F: -   |
| Suécia              | 1974   | Melodifestivalen 1974                   | ABBA                                       | “Waterloo”                               |                                         |                           | SF: - / F: -     | SF: - / F: -   |
| Suécia              | 1975   | Melodifestivalen 1975                   | Lars Berghagen & The Dolls                 | “Jennie, Jennie”                         |                                         |                           | SF: - / F: -     | SF: - / F: -   |
| Suécia              | 1977   | Melodifestivalen 1977                   | Forbes                                     | “Beatles”                                |                                         |                           | SF: - / F: -     | SF: - / F: -   |
| Suécia              | 1978   | Melodifestivalen 1978                   | Björn Skifs                                | “Det blir alltid värre framåt natten”    |                                         |                           | SF: - / F: -     | SF: - / F: -   |
| Suécia              | 1979   | Melodifestivalen 1979                   | Ted Gärdestad                              | “Satellit”                               |                                         |                           | SF: - / F: -     | SF: - / F: -   |
| Suécia              | 1980   | Melodifestivalen 1980                   | Tomas Ledin                                | “Just nu!”                               |                                         |                           | SF: - / F: -     | SF: - / F: -   |
| Suécia              | 1981   | Melodifestivalen 1981                   | Björn Skifs                                | “Fångad i en dröm”                       |                                         |                           | SF: - / F: -     | SF: - / F: -   |
| Suécia              | 1982   | Melodifestivalen 1982                   | Chips                                      | “Dag efter dag”                          |                                         |                           | SF: - / F: -     | SF: - / F: -   |
| Suécia              | 1983   | Melodifestivalen 1983                   | Carola                                     | “Främling”                               |                                         |                           | SF: - / F: -     | SF: - / F: -   |
| Suécia              | 1984   | Melodifestivalen 1984                   | Herreys                                    | “Diggi-Loo Diggi-Ley”                    |                                         |                           | SF: - / F: -     | SF: - / F: -   |
| Suécia              | 1985   | Melodifestivalen 1985                   | Kikki Danielsson                           | “Bra vibrationer”                        |                                         |                           | SF: - / F: -     | SF: - / F: -   |
| Suécia              | 1986   | Melodifestivalen 1986                   | Monica Törnell & Lasse Holm                | “E' de' det här du kallar kärlek?”       |                                         |                           | SF: - / F: -     | SF: - / F: -   |
| Suécia              | 1987   | Melodifestivalen 1987                   | Lotta Engberg                              | “Boogaloo”                               |                                         |                           | SF: - / F: -     | SF: - / F: -   |
| Suécia              | 1988   | Melodifestivalen 1988                   | Tommy Körberg                              | “Stad i ljus”                            |                                         |                           | SF: - / F: -     | SF: - / F: -   |
| Suécia              | 1989   | Melodifestivalen 1989                   | Tommy Nilsson                              | “En dag”                                 |                                         |                           | SF: - / F: -     | SF: - / F: -   |
| Suécia              | 1990   | Melodifestivalen 1990                   | Edin-Ådahl                                 | “Som en vind”                            |                                         |                           | SF: - / F: -     | SF: - / F: -   |
| Suécia              | 1991   | Melodifestivalen 1991                   | Carola                                     | “Fångad av en stormvind”                 |                                         |                           | SF: - / F: -     | SF: - / F: -   |
| Suécia              | 1992   | Melodifestivalen 1992                   | Christer Björkman                          | “I morgon är en annan dag”               |                                         |                           | SF: - / F: -     | SF: - / F: -   |
| Suécia              | 1993   | Melodifestivalen 1993                   | Arvingarna                                 | “Eloise”                                 |                                         |                           | SF: - / F: -     | SF: - / F: -   |
| Suécia              | 1994   | Melodifestivalen 1994                   | Marie Bergman & Roger Pontare              | “Stjärnorna”                             |                                         |                           | SF: - / F: -     | SF: - / F: -   |
| Suécia              | 1995   | Melodifestivalen 1995                   | Jan Johansen                               | “Se på mej”                              |                                         |                           | SF: - / F: -     | SF: - / F: -   |
| Suécia              | 1996   | Melodifestivalen 1996                   | One More Time                              | “Den vilda”                              |                                         |                           | SF: - / F: -     | SF: - / F: -   |
| Suécia              | 1997   | Melodifestivalen 1997                   | Blond                                      | “Bara hon älskar mig”                    |                                         |                           | SF: - / F: -     | SF: - / F: -   |
| Suécia              | 1998   | Melodifestivalen 1998                   | Jill Johnson                               | “Kärleken är”                            |                                         |                           | SF: - / F: -     | SF: - / F: -   |
| Suécia              | 1999   | Melodifestivalen 1999                   | Charlotte Nilsson                          | “Take Me to Your Heaven”                 |                                         |                           | SF: - / F: -     | SF: - / F: -   |
| Suécia              | 2000   | Melodifestivalen 2000                   | Roger Pontare                              | “When Spirits Are Calling My Name”       |                                         |                           | SF: - / F: -     | SF: - / F: -   |
| Suécia              | 2001   | Melodifestivalen 2001                   | Friends                                    | “Listen To Your Heartbeat”               |                                         |                           | SF: - / F: -     | SF: - / F: -   |
| Suécia              | 2002   | Melodifestivalen 2002                   | Afro-dite                                  | “Never Let It Go”                        |                                         |                           | SF: - / F: -     | SF: - / F: -   |
| Suécia              | 2003   | Melodifestivalen 2003                   | Fame                                       | “Give Me Your Love”                      |                                         |                           | SF: - / F: -     | SF: - / F: -   |
| Suécia              | 2004   | Melodifestivalen 2004                   | Lena Philipsson                            | “It Hurts”                               |                                         |                           | SF: - / F: -     | SF: - / F: -   |
| Suécia              | 2005   | Melodifestivalen 2005                   | Martin Stenmarck                           | “Las Vegas”                              |                                         |                           | SF: - / F: -     | SF: - / F: -   |
| Suécia              | 2006   | Melodifestivalen 2006                   | Carola                                     | “Invincible”                             |                                         |                           | SF: - / F: -     | SF: - / F: -   |
| Suécia              | 2007   | Melodifestivalen 2007                   | The Ark                                    | “The Worrying Kind”                      |                                         |                           | SF: - / F: -     | SF: - / F: -   |
| Suécia              | 2008   | Melodifestivalen 2008                   | Charlotte Perrelli                         | “Hero”                                   |                                         |                           | SF: - / F: -     | SF: - / F: -   |
| Suécia              | 2009   | Melodifestivalen 2009                   | Malena Ernman                              | "La voix"                                | A Voz                                   | inglês, Francês           | SF: - / F: -     | SF: - / F: -   |
| Suíça               | 1956   | Concours Eurovision 1956                | Lys Assia                                  | “Das alte Karussell”                     |                                         |                           | SF: - / F: -     | SF: - / F: -   |
| Suíça               | 1956   | Concours Eurovision 1956                | Lys Assia                                  | “Refrain”                                |                                         |                           | SF: - / F: -     | SF: - / F: -   |
| Suíça               | 1957   | Concours Eurovision 1957                | Lys Assia                                  | “L'enfant que j'étais”                   |                                         |                           | SF: - / F: -     | SF: - / F: -   |
| Suíça               | 1958   | Concours Eurovision 1958                | Lys Assia                                  | “Giorgio”                                |                                         |                           | SF: - / F: -     | SF: - / F: -   |
| Suíça               | 1959   | Concours Eurovision 1959                | Christa Williams                           | “Irgendwoher”                            |                                         |                           | SF: - / F: -     | SF: - / F: -   |
| Suíça               | 1960   | Concours Eurovision 1960                | Anita Traversi                             | “Cielo e terra”                          |                                         |                           | SF: - / F: -     | SF: - / F: -   |
| Suíça               | 1961   | Concours Eurovision 1961                | Franca Di Rienzo                           | “Nous aurons demain”                     |                                         |                           | SF: - / F: -     | SF: - / F: -   |
| Suíça               | 1962   | Concours Eurovision 1962                | Jean Philippe                              | “Le retour”                              |                                         |                           | SF: - / F: -     | SF: - / F: -   |
| Suíça               | 1963   | Concours Eurovision 1963                | Esther Ofarim                              | “T'en va pas”                            |                                         |                           | SF: - / F: -     | SF: - / F: -   |
| Suíça               | 1964   | Concours Eurovision 1964                | Anita Traversi                             | “I miei pensieri”                        |                                         |                           | SF: - / F: -     | SF: - / F: -   |
| Suíça               | 1965   | Concours Eurovision 1965                | Yovanna                                    | “Non, à jamais sans toi”                 |                                         |                           | SF: - / F: -     | SF: - / F: -   |
| Suíça               | 1966   | Concours Eurovision 1966                | Madeleine Pascal                           | “Ne vois-tu pas?”                        |                                         |                           | SF: - / F: -     | SF: - / F: -   |
| Suíça               | 1967   | Concours Eurovision 1967                | Géraldine                                  | “Quel coeur vas-tu briser?”              |                                         |                           | SF: - / F: -     | SF: - / F: -   |
| Suíça               | 1968   | Concours Eurovision 1968                | Gianna Mascoio                             | “Guardando il sole”                      |                                         |                           | SF: - / F: -     | SF: - / F: -   |
| Suíça               | 1969   | Concours Eurovision 1969                | Paola del Medico                           | “Bonjour, bonjour”                       |                                         |                           | SF: - / F: -     | SF: - / F: -   |
| Suíça               | 1970   | Concours Eurovision 1970                | Henri Des                                  | “Retour”                                 |                                         |                           | SF: - / F: -     | SF: - / F: -   |
| Suíça               | 1971   | Concours Eurovision 1971                | Peter, Sue and Marc                        | “Les illusions de nos vingt ans”         |                                         |                           | SF: - / F: -     | SF: - / F: -   |
| Suíça               | 1972   | Concours Eurovision 1972                | Veronique Mueller                          | “C'est la chanson de mon amour”          |                                         |                           | SF: - / F: -     | SF: - / F: -   |
| Suíça               | 1973   | Concours Eurovision 1973                | Patrick Juvet                              | “Je vais me marier, Marie”               |                                         |                           | SF: - / F: -     | SF: - / F: -   |
| Suíça               | 1974   | Concours Eurovision 1974                | Piera Martell                              | “Mein Ruf nach dir”                      |                                         |                           | SF: - / F: -     | SF: - / F: -   |
| Suíça               | 1975   | Concours Eurovision 1975                | Simone Drexel                              | “Mikado”                                 |                                         |                           | SF: - / F: -     | SF: - / F: -   |
| Suíça               | 1976   | Concours Eurovision 1976                | Peter, Sue and Marc                        | “Djambo, Djambo”                         |                                         |                           | SF: - / F: -     | SF: - / F: -   |
| Suíça               | 1977   | Concours Eurovision 1977                | Pepe Lienhard Band                         | “Swiss Lady”                             |                                         |                           | SF: - / F: -     | SF: - / F: -   |
| Suíça               | 1978   | Concours Eurovision 1978                | Carole Vinci                               | “Vivre”                                  |                                         |                           | SF: - / F: -     | SF: - / F: -   |
| Suíça               | 1979   | Concours Eurovision 1979                | Peter, Sue, Marc, Pfuri Gorps & Kniri      | “Trödler und Co”                         |                                         |                           | SF: - / F: -     | SF: - / F: -   |
| Suíça               | 1980   | Concours Eurovision 1980                | Paola                                      | “Cinéma”                                 |                                         |                           | SF: - / F: -     | SF: - / F: -   |
| Suíça               | 1981   | Concours Eurovision 1981                | Peter, Sue and Marc                        | “Io senza te”                            |                                         |                           | SF: - / F: -     | SF: - / F: -   |
| Suíça               | 1982   | Concours Eurovision 1982                | Arlette Zola                               | “Amour on t'aime”                        |                                         |                           | SF: - / F: -     | SF: - / F: -   |
| Suíça               | 1983   | Concours Eurovision 1983                | Mariella Farré                             | “Io così non ci sto”                     |                                         |                           | SF: - / F: -     | SF: - / F: -   |
| Suíça               | 1984   | Concours Eurovision 1984                | Rainy Day                                  | “Welche Farbe hat der Sonnenschein?”     |                                         |                           | SF: - / F: -     | SF: - / F: -   |
| Suíça               | 1985   | Concours Eurovision 1985                | Mariella Farré & Pino Gasparini            | “Piano Piano”                            |                                         |                           | SF: - / F: -     | SF: - / F: -   |
| Suíça               | 1986   | Concours Eurovision 1986                | Daniela Simons                             | “Pas pour moi”                           |                                         |                           | SF: - / F: -     | SF: - / F: -   |
| Suíça               | 1987   | Concours Eurovision 1987                | Carol Rich                                 | “Moitié, moitié”                         |                                         |                           | SF: - / F: -     | SF: - / F: -   |
| Suíça               | 1988   | Concours Eurovision 1988                | Céline Dion                                | “Ne partez pas sans moi”                 |                                         |                           | SF: - / F: -     | SF: - / F: -   |
| Suíça               | 1989   | Concours Eurovision 1989                | Furbaz                                     | “Viver senza tei”                        |                                         |                           | SF: - / F: -     | SF: - / F: -   |
| Suíça               | 1990   | Concours Eurovision 1990                | Egon Egemann                               | “Musik klingt in die Welt hinaus”        |                                         |                           | SF: - / F: -     | SF: - / F: -   |
| Suíça               | 1991   | Concours Eurovision 1991                | Sandra Simó                                | “Canzone per te”                         |                                         |                           | SF: - / F: -     | SF: - / F: -   |
| Suíça               | 1992   | Concours Eurovision 1992                | Daisy Auvray                               | “Mister Music Man”                       |                                         |                           | SF: - / F: -     | SF: - / F: -   |
| Suíça               | 1993   | Concours Eurovision 1993                | Annie Cotton                               | “Moi, tout simplement”                   |                                         |                           | SF: - / F: -     | SF: - / F: -   |
| Suíça               | 1994   | Concours Eurovision 1994                | Duilio                                     | “Sto pregando”                           |                                         |                           | SF: - / F: -     | SF: - / F: -   |
| Suíça               | 1996   | Concours Eurovision 1996                | Kathy Leander                              | “Mon coeur l'aime”                       |                                         |                           | SF: - / F: -     | SF: - / F: -   |
| Suíça               | 1997   | Concours Eurovision 1997                | Barbara Berta                              | “Dentro di me”                           |                                         |                           | SF: - / F: -     | SF: - / F: -   |
| Suíça               | 1998   | Concours Eurovision 1998                | Gunvor                                     | “Lass'ihn”                               |                                         |                           | SF: - / F: -     | SF: - / F: -   |
| Suíça               | 2000   | Concours Eurovision 2000                | Jane Bogaert                               | “La vita cos'è?”                         |                                         |                           | SF: - / F: -     | SF: - / F: -   |
| Suíça               | 2002   | Concours Eurovision 2002                | Francine Jordi                             | “Dans le jardin de mon âme”              |                                         |                           | SF: - / F: -     | SF: - / F: -   |
| Suíça               | 2004   | Concours Eurovision 2004                | Piero and the Musicstars                   | “Celebrate”                              |                                         |                           | SF: - / F: -     | SF: - / F: -   |
| Suíça               | 2005   | Concours Eurovision 2005                | Vanilla Ninja                              | “Cool Vibes”                             |                                         |                           | SF: - / F: -     | SF: - / F: -   |
| Suíça               | 2006   | Concours Eurovision 2006                | Six4one                                    | “If We All Give a Little”                |                                         |                           | SF: - / F: -     | SF: - / F: -   |
| Suíça               | 2007   | Selecção Interna de 2007                | DJ BoBo                                    | “Vampires Are Alive”                     |                                         |                           | SF: - / F: -     | SF: - / F: -   |
| Suíça               | 2008   | Concours Eurovision 2008                | Paolo Meneguzzi                            | “Era stupendo”                           |                                         |                           | SF: - / F: -     | SF: - / F: -   |
| Suíça               | 2009   | Concours Eurovision 2009                | Lovebugs                                   | “The Highest Heights”                    |                                         |                           | SF: - / F: -     | SF: - / F: -   |
| Turquia             | 1975   | Şarkı Yarışması 1975                    | Semiha Yankı                               | "Seninle Bir Dakika                      |                                         |                           | SF: - / F: -     | SF: - / F: -   |
| Turquia             | 1978   | Şarkı Yarışması 1978                    | Nilüfer & Nazar                            | “Sevince”                                |                                         |                           | SF: - / F: -     | SF: - / F: -   |
| Turquia             | 1979   | Şarkı Yarışması 1979                    | Maria Rita Epik & 21 Peron                 | “Seviyorum”                              |                                         |                           | SF: - / F: -     | SF: - / F: -   |
| Turquia             | 1980   | Şarkı Yarışması 1980                    | Ajda Pekkan                                | “Pet'r Oil”                              |                                         |                           | SF: - / F: -     | SF: - / F: -   |
| Turquia             | 1981   | Şarkı Yarışması 1981                    | Ayşegül Aldinç & Modern Folk Trio          | “Dönme Dolap”                            |                                         |                           | SF: - / F: -     | SF: - / F: -   |
| Turquia             | 1982   | Şarkı Yarışması 1982                    | Neco                                       | “Hani”                                   |                                         |                           | SF: - / F: -     | SF: - / F: -   |
| Turquia             | 1983   | Şarkı Yarışması 1983                    | Çetin Alp & The Short Waves                | “Opera”                                  |                                         |                           | SF: - / F: -     | SF: - / F: -   |
| Turquia             | 1984   | Şarkı Yarışması 1984                    | Beş Yıl Önce, On Yıl Sonra                 | “Halay”                                  |                                         |                           | SF: - / F: -     | SF: - / F: -   |
| Turquia             | 1985   | Şarkı Yarışması 1985                    | MFÖ                                        | “Didai Didai Dai”                        |                                         |                           | SF: - / F: -     | SF: - / F: -   |
| Turquia             | 1986   | Şarkı Yarışması 1986                    | Klips ve Onlar                             | “Halley”                                 |                                         |                           | SF: - / F: -     | SF: - / F: -   |
| Turquia             | 1987   | Şarkı Yarışması 1987                    | Seyyal Taner & Locomotif                   | “Şarkım Sevgi Üstüne”                    |                                         |                           | SF: - / F: -     | SF: - / F: -   |
| Turquia             | 1988   | Şarkı Yarışması 1988                    | MFÖ                                        | “Sufi”                                   |                                         |                           | SF: - / F: -     | SF: - / F: -   |
| Turquia             | 1989   | Şarkı Yarışması 1989                    | Pan                                        | “Bana Bana”                              |                                         |                           | SF: - / F: -     | SF: - / F: -   |
| Turquia             | 1990   | Şarkı Yarışması 1990                    | Kayahan                                    | “Gözlerinin Hapsindeyim”                 |                                         |                           | SF: - / F: -     | SF: - / F: -   |
| Turquia             | 1991   | Şarkı Yarışması 1991                    | İzel Çeliköz, Reyhan Karaca & Can Uğurluer | “İki Dakika”                             |                                         |                           | SF: - / F: -     | SF: - / F: -   |
| Turquia             | 1992   | Şarkı Yarışması 1992                    | Aylin Vatankoş                             | “Yaz Bitti”                              |                                         |                           | SF: - / F: -     | SF: - / F: -   |
| Turquia             | 1993   | Şarkı Yarışması 1993                    | Burak Aydos                                | “Esmer Yarim”                            |                                         |                           | SF: - / F: -     | SF: - / F: -   |
| Turquia             | 1995   | Şarkı Yarışması 1995                    | Arzu Ece                                   | “Sev”                                    |                                         |                           | SF: - / F: -     | SF: - / F: -   |
| Turquia             | 1996   | Şarkı Yarışması 1996                    | Şebnem Paker                               | “Beşinci Mevsim”                         |                                         |                           | SF: - / F: -     | SF: - / F: -   |
| Turquia             | 1997   | Şarkı Yarışması 1997                    | Şebnem Paker                               | “Dinle”                                  |                                         |                           | SF: - / F: -     | SF: - / F: -   |
| Turquia             | 1998   | Şarkı Yarışması 1998                    | Tüzmen                                     | “Unutamazsın”                            |                                         |                           | SF: - / F: -     | SF: - / F: -   |
| Turquia             | 1999   | Şarkı Yarışması 1999                    | Tuğba Önal                                 | “Dön Artık”                              |                                         |                           | SF: - / F: -     | SF: - / F: -   |
| Turquia             | 2000   | Şarkı Yarışması 2000                    | Pınar Ayhan                                | “Yorgunum Anla”                          |                                         |                           | SF: - / F: -     | SF: - / F: -   |
| Turquia             | 2001   | Şarkı Yarışması 2001                    | Sedat Yüce                                 | “Sevgiliye Son”                          |                                         |                           | SF: - / F: -     | SF: - / F: -   |
| Turquia             | 2002   | Şarkı Yarışması 2002                    | Buket Bengisu & Group Safir                | “Leylaklar Soldu Kalbinde”               |                                         |                           | SF: - / F: -     | SF: - / F: -   |
| Turquia             | 2003   | Selecção Interna de 2003                | Sertab Erener                              | “Everyway That I Can”                    |                                         |                           | SF: - / F: -     | SF: - / F: -   |
| Turquia             | 2004   | Selecção Interna de 2004                | Athena                                     | “For Real”                               |                                         |                           | SF: - / F: -     | SF: - / F: -   |
| Turquia             | 2005   | Selecção Interna de 2005                | Gülseren                                   | “Rimi Rimi Ley”                          |                                         |                           | SF: - / F: -     | SF: - / F: -   |
| Turquia             | 2006   | Selecção Interna de 2006                | Sibel Tüzün                                | “Süper Star”                             |                                         |                           | SF: - / F: -     | SF: - / F: -   |
| Turquia             | 2007   | Selecção Interna de 2007                | Kenan Doğulu                               | “Shake It Up Şekerim”                    |                                         |                           | SF: - / F: -     | SF: - / F: -   |
| Turquia             | 2008   | Selecção Interna de 2008                | Mor ve Ötesi                               | “Deli”                                   |                                         |                           | SF: - / F: -     | SF: - / F: -   |
| Turquia             | 2009   | Selecção Interna de 2009                | Hadise                                     | “Düm Tek Tek”                            |                                         |                           | SF: - / F: -     | SF: - / F: -   |
| Ucrânia             | 2003   | Ty-Zirka 2003                           | Oleksandr Ponomaryov                       | "Hasta La Vista"                         | Até à Vista                             | inglês                    | SF: - / F: 30    | SF: - / F: 14º |
| Ucrânia             | 2004   | Ty-Zirka 2004                           | Ruslana                                    | "Wild Dances"                            | Danças Selvagens                        | inglês                    | SF: 256 / F: 280 | SF: 2º / F: 1º |
| Ucrânia             | 2005   | Ty-Zirka 2005                           | GreenJolly                                 | "Razom nas bahato (Разом нас багато)"    | Juntos Nós Somos Muitos                 | inglês, Ucraniano         | SF: - / F: 30    | SF: - / F: 19º |
| Ucrânia             | 2006   | Ty-Zirka 2006                           | Tina Karol                                 | "Show Me Your Love"                      | Mostra-me o teu Amor                    | inglês                    | SF: 146 / F: 145 | SF: 7º / F: 7º |
| Ucrânia             | 2007   | Ty-Zirka 2007                           | Verka Serduchka                            | "Dancing Lasha Tumbai"                   | Dançando o Lasha Tumbai                 | inglês, Alemão, Ucraniano | SF: - / F: 235   | SF: - / F: 2º  |
| Ucrânia             | 2008   | Ty-Zirka 2008                           | Ani Lorak                                  | "Shady Lady"                             | Dama Sombria                            | inglês                    | SF: 152 / F: 230 | SF: 1º / F: 2º |
| Ucrânia             | 2009   | Ty-Zirka 2009                           | Svetlana Loboda                            | "Be My Valentine"                        | Sê meu Namorado                         | inglês                    | SF: - / F: -     | SF: - / F: -   |